# Биберах ан дер Рис
Биберах ан дер Рис (на немски: Biberach an der Riß) е окръжен град с 33 708 жители (на 31 декември 2021) в окръг Биберах в северна Горна Швабия в Баден-Вюртемберг, Германия.
Намира се на почти 40 km южно от Улм и на 30 km западно от Меминген.
Биберах е споменат за пръв път в документи през 1083 г. От 1281/82 г. е имперски град и от 1 февруари 1962 г. е голям окръжен град.
- Биберах ан дер Рис